# Championnat d'Israël de football américain
Pour les articles homonymes, voir IFL.
Le Championnat d'Israël de football américain (en anglais, Israeli Football League ou IFL ; également connu sous le nom de Kraft Family Israel Football League en fonction du sponsoring) est une compétition réunissant l'élite des clubs israéliens de football américain depuis 2005.
Cette compétition se déroule de fin octobre à fin février et se dispute en une phase régulière de type championnat laquelle est suivie de playoffs (wild-card et 1/2 finales) le tout se concluant par une finale dénommée « Israël Bowl ».

## Histoire
L'IFL originelle est fondée en 1999 par Ofri Becker, lequel organisait des matchs de football américain sans casques, sans protections et sans arbitres (ces matchs était désignés comme des Pick-up games (en),.
Cependant, le football américain était déjà joué en Israël depuis 1988 puisqu'une ligue de Touch football (en) avait été créé par Steve Leibowitz un émigrant américain.
En été 2005, Becker et Leibowitz s'accordent pour fusionner leurs ligues et fondent l'actuelle IFL. Néanmoins, ce n'est pas avant 2007 que la première saison officielle est mise en place sous l'organe directeur dénommé l'AFI) (en). Seules 4 équipes ont participé à cette saison et ce sont les Jerusalem Lions qui remportent le 1er Israël Bowl,.
En 2008, Robert Kraft (propriétaire des Patriots de la Nouvelle-Angleterre) et sa famille, commencent à sponsoriser l'IFL. Ils lui font don du Kraft Family Stadium de Jérusalem. L'IFL sera également idée par Zygi Wilf (propriétaire des Vikings du Minnesota) , sa famille et Henry Swieca (en) (directeur financier des Vikings).
Avant 2017, il n'y avait aucun terrain de football américain en Israël à l'exception de celui du Kraft Family Stadium. Celui-ci ne mesurait que 80 yards de long et était plus étroit qu'un terrain de NCAA. De ce fait, les équipes devaient réserver des terrains de football (soccer) lesquels n'étaient pas toujours disponibles.
Le changement arrive lorsque le Kraft Family Sports Campus est inauguré le juin 2017 à Jérusalem. Ce complexe se compose de divers type de terrains dont le premier de football américain aux dimensions réglementaires en Israël. Ce site est depuis utilisé pour organiser l'Israël Bowl.
Les champions actuels d'Israël sont les Lions de Jérusalem comptant en leur rang, QB David Abell, désigné MVP de l'Israël Bowl pour la seconde année consécutive.

### Anciennes équipes
- Tel Aviv/Jaffa Sabres	(2007-2013) ;
- Jerusalem Kings (en) (2008–2015) ;
- Northern Stars (2011–2015) ;
- Ramat haSharon Hammers (en) (temporairement de 2010 à 2017).

## Palmarès
| Éd.  | Saisons   | Champion          | Adversaire           | Résultat  | M./éq en S.R. | Wild-Card | 1/2 finales | Nb. Éq.               | Nb. J. |
| ---- | --------- | ----------------- | -------------------- | --------- | ------------- | --------- | ----------- | --------------------- | ------ |
| I    | 2007-2008 | Jerusalem Lions   | Haifa Underdogs      | 24 - 18   | 9             | -         | x           | 4                     | 8      |
| II   | 2008-2009 | Modi'in Pioneers  | Jerusalem Lions      | 32 2ET 26 | 8             | -         | x           | 5                     | 8      |
| III  | 2009-2010 | Tel Aviv Sabres   | Jerusalem Lions      | 26 - 22   | 10            | x         | x           | 7                     | 8      |
| IV   | 2010-2011 | Judean Rebels     | Tel Aviv Sabres      | 32 - 30   | 10            | x         | x           | 8 (2 divisions de 4)  | 8      |
| V    | 2011-2012 | Tel Aviv Sabres   | Tel Aviv Pioneers    | 44 - 42   | 10            | x         | x           | 10 (2 divisions de 5) | 8      |
| VI   | 2012-2013 | Tel Aviv Sabres   | Judean Rebels        | 48 - 26   | 10            | x         | x           | 11 (1 division)       | 8      |
| VII  | 2013-2014 | Tel Aviv Pioneers | Jerusalem Lions      | 80 - 28   | 9             | x         | x           | 10                    | 8      |
| VIII | 2014-2015 | Judean Rebels     | Tel Aviv Pioneers    | 20 - 10   | 9             | x         | x           | 9 (1 division)        | 8      |
| IX   | 2015-2016 | Judean Rebels     | Tel Aviv Pioneers    | 32 - 14   | 10            | x         | x           | 8 (1 division)        | 8      |
| X    | 2016-2017 | Jerusalem Lions   | Tel Aviv Pioneers    | 44 - 36   | 10            | x         | x           | 8 (2 divisions de 4)  | 9      |
| XI   | 2017-2018 | Jerusalem Lions   | Petah Tikva Troopers | 28 - 20   | 10            | x         | x           | 7 (1 division)        | 9      |
| XII  | 2018-2019 | Jerusalem Lions   | Petah Tikva Troopers | 29 - 26   | 10            | x         | x           | 8 (2 divisions de 4)  | 9      |

### Tableau d'honneur
|   | Club                 | Nombre de titres | Dernier titre | Nombre de finales perdues | Dernière défaite en finale |
| - | -------------------- | ---------------- | ------------- | ------------------------- | -------------------------- |
| 1 | Jerusalem Lions      | 4                | 2018-2019     | 3                         | 2013-2014                  |
| 2 | Judean Rebels        | 3                | 2015-2016     | 1                         | 2012-2013                  |
| - | Tel Aviv Sabres      | 3                | 2013-2014     | 1                         | 2010-2011                  |
| 4 | Tel Aviv Pioneers    | 1                | 2013-2014     | 4                         | 2016-2017                  |
| 5 | Modi'in Pioneers     | 1                | 2008-2009     | -                         | -                          |
| 6 | Petah Tikva Troopers | -                | -             | 2                         | 2018-2019                  |
| 7 | Haifa Underdogs      | -                | -             | 1                         | 2007-2008                  |